# Colisão de deveres
Colisão de deveres é uma causa de exclusão da responsabilidade penal, majoritariamente entendida como uma causa de exclusão da ilicitude.

## Conceito
Encontra-se amparado pela colisão de deveres (ou conflito, conforme a grafia de Portugal) o agente que precisa cumprir dois ou mais deveres de agir penalmente relevantes, embora tenha condições de satisfazer apenas um deles. O fundamento para a exclusão da responsabilidade penal encontra-se no princípio impossibilium nulla est obligatio, segundo o qual a lei não pode exigir o impossível.
O exemplo clássico de uma colisão de deveres é o caso do pai que vê seus dois filhos de afogando ao mesmo e dispõe de condições para salvar apenas um deles (conhecido na doutrina alemã como Vater-Sohn-Fall). Quando os deveres são equipotentes, o agente encontra-se livre para escolher qual dever cumprir. Por outro lado, em caso de um dever ser hierarquicamente superior em relação ao outro, deve o agente satisfazer o primeiro.

## Legislação

### Portugal
O Código Penal português regulamenta a colisão de deveres desde 1982:
Artigo 36.º
Conflito de deveres    
1 - Não é ilícito o facto de quem, em caso de conflito no cumprimento de deveres jurídicos ou de ordens legítimas da autoridade, satisfizer dever ou ordem de valor igual ou superior ao do dever ou ordem que sacrificar.

2 - O dever de obediência hierárquica cessa quando conduzir à prática de um crime.

### Brasil
Ao contrário da legislação portuguesa e seguindo o modelo alemão, a brasileira não prevê o tratamento jurídico-penal da colisão de deveres, de modo que ela é compreendida como uma causa supralegal de exclusão da ilicitude.

## Uso
Trata-se de uma causa de exclusão da responsabilidade que gera pouco controvérsia junto aos tribunais, uma vez que raramente os últimos são provocados para discuti-la. Recentemente ela voltou ao centro das discussões para encontrar soluções para acidentes envolvendo veículos autônomos e amparar a conduta de médicos que fazem triagem para a ocupação de leitos em cenários provocados pela COVID-19.